# Pera bicolor
Pera bicolor là một loài thực vật có hoa trong họ Peraceae. Loài này được (Klotzsch) Müll.Arg. mô tả khoa học đầu tiên năm 1866.